# 施桂红
施桂红（1968年2月13日—），中国女子足球运动员。她在1996年夏季奥林匹克运动中，参加了女子足球并获得银牌。赛事期间，她在所有的五场比赛中均有上场。